# Нэрн, Кристиан
Кри́стиан Нэрн (англ. Kristian Nairn; род. 25 ноября 1975, Лисберн, Великобритания) — британский актёр и диджей.

## Биография
Кристиан Нэрн родился 25 ноября 1975 года в городе Лисберн, Северная Ирландия. В настоящее время живёт в Белфасте. Рост Кристиана составляет 210 сантиметров. В качестве диджея он выступал вместе с группой Scissor Sisters. В 2011 году начал актёрскую карьеру с роли Ходора в сериале «Игра престолов». В 2014 году озвучил одного из персонажей игры «World of Warcraft: Warlords of Draenor»
В 2017 году был номинирован на премию «MTV Movie + TV Awards» в категории «Лучшая душещипательная сцена» за эпизод смерти Ходора в сериале «Игра престолов».

## Личная жизнь
В марте 2014 года Кристиан рассказал о своей гомосексуальности.

## Фильмография
| Год       |    | Русское название                       | Оригинальное название                  | Роль             |
| --------- | -- | -------------------------------------- | -------------------------------------- | ---------------- |
| 2011—2016 | с  | Игра престолов                         | Game of Thrones                        | Ходор            |
| 2012—2013 | с  | Улица потрошителя                      | Ripper Street                          | Бэрнаби Сильвер  |
| 2014      | ки | World of Warcraft: Warlords of Draenor | World of Warcraft: Warlords of Draenor | озвучивание      |
| 2015      | ф  | Четыре воина                           | The Four Warriors                      | Бэлифер          |
| 2016      | ф  | Мифика: Богоубийца                     | Mythica: The Godslayer                 | Тек              |
| 2018      | ф  | Явление                                | The Appearance                         | Джонни           |
| 2018      | ф  | Робин Гуд: Восстание                   | Robin Hood The Rebellion               | Томас            |
| 2018      | с  | Новичок                                | The Rookie                             | Уоллес           |
| 2022      | с  | Наш флаг означает смерть               | Our Flag Means Death                   | Крошка Джон Фини |